# Zmalet El Emir Abdelkader
Zmalet El Emir Abdelkader (în arabă زمالة ألأمير عبد القادر) este o comună din provincia Tiaret, Algeria.
Populația comunei este de 18.722 de locuitori (2008).